# Batalla d'Arsuf
La batalla d'Arsuf va tenir lloc el 7 de setembre de 1191, entre els croats i les forces de la dinastia Aiúbida durant la Tercera Croada.

## Antecedents
A la mort del soldà Nur-ad-Din Muhàmmad el 1174, Saladí es va proclamar soldà i va eliminar els fills del seu antecessor. Les seves ofensives contra Jerusalem van aconseguir poc fins a la mort del rei Balduí IV de Jerusalem, el leprós, però amb el nou rei Guy de Lusignan, les coses van canviar. Saladí va anorrear el 1187 l'exèrcit del Regne de Jerusalem a la batalla de Hattin, capturant el seu rei i els principals barons, i va conquerir Jerusalem, privada de defensors.

Terra Santa el 1190.

El bisbe de Tir, Joscius, portà la notícia de les derrotes cristianes a Sicília i Roma, i el Gregori VIII va decidir la reconquesta amb una nova croada, i va publicar la butlla Audita tremendi, cridant a la Tercera Croada.
Van recollir la creu Felip II de França, Ricard Cor de Lleó, i Felip d'Alsàcia, el comte de Flandes, i l'emperador Frederic I, anomenat Barbarroja, que va morir ofegat al riu Saleph poc després de vèncer Qutb ad-Din a la batalla d'Iconi. El 12 de juliol de 1191 es va aconseguir reconquerir Acre després de dos anys de setge, però Saladí no estava lluny i la carretera del litoral no permetia l'aprovisionament de queviures, que s'havia de fer per via marítima, ja que Saladí havia eliminat tota possibilitat que es durà a terme el proveïment per terra, i caldria prendre el port de Jaffa abans de dirigir-se a Jerusalem. L'itinerari menys exigent era la carretera romana que vorejava la costa mediterrània i passava per Arsuf.

## El camí a Jaffa
Conscient que Saladí assetjaria les seves columnes de manera constant, Ricard Cor de Lleó va posar el seu exèrcit, format per dotze divisions d'homes a peu i altres dotze de cavalleria, repartides en cinc grans cossos d'exèrcit, amb la infanteria cobrint la cavalleria perquè pogués fer una càrrega quan estigués preparada, i no entrés en combat abans, doncs separada del cos principal era presa fàcil de l'exèrcit musulmà.
El desplaçament fou lent, perquè Ricard vetllava pels seus homes, aclaparats per la calor, i la columna va trigar dinou dies per recórrer un centenar de quilòmetres, en el qual els arquers a cavall de Saladí no van parar de fustigar en petites i hàbils escaramusses amb una quarantena d'homes en cadascuna, però l'armadura de la infanteria resistia i els atacants patien baixes pel foc dels ballesters. Fins al 29 d'agost, Saladí va esperar en va l'ocasió de llançar el gruix de les seves tropes contra la columna en marxa, però la seva cohesió el feia renunciar a l'acció. Finalment va decidir un atac sorpresa a la rereguarda de la columna aprofitant la separació entre línies, i en la confusió, atacar amb la cavalleria, esperant pacientment a bosc d'Arsuf, un espès alzinar que s'estenia sobre les vessants de la muntanya, davant del mar. La població en si ja estava devastada i només representava una etapa més per a Ricard.
El 6 de setembre de 1191, després de descansar en l'estreta franja entre el mar i la muntanya. Ricard Cor de Lleó va reprendre la marxa i saber que Saladí era a prop, ja que havien detectat els seus exploradors.

## Batalla
A cada divisió hi havia homes a peu, ballesters i alguns cavallers, que tenien ordres de no atacar fins a rebre l'ordre, sis tocs de trompa, fos quina fos la provocació musulmana. A l'avantguarda anava l'Orde del Temple, comandat per Robert de Sablé amb arquers muntats turcoples, a continuació anaven els bretons i els angevins de Ricard Cor de Lleó, després, els normands i els anglesos. La rereguarda la formaven l'Orde de l'Hospital, encapçalat per Garnier de Nablús i els francs, a les ordres d'Hug III de Borgonya, que cavalcava al costat de Ricard. A Enric II de Xampanya, se li va confiar el flanc esquerre de l'exèrcit amb ballesters i infanteria per prevenir un atac turc.
L'atac es va iniciar contra la rereguarda croada des de l'avantguarda musulmana que va sorgir dels boscos, formada per arquers sudanesos, beduïns a peu i a cavall, als quals se sumaven els arquers turcs muntats. A continuació anaven els mamelucs i totes les tropes dels emirs d'Egipte i Síria, precedits pels músics que bufaven banyes i trompes o batien el tambor enmig dels udols dels assaltants, formant una desori indescriptible.
Els ballesters van provocar moltes baixen entre els atacants, però els arquers a cavall van provocar moltes baixes entre la infanteria, i ferint molts cavalls dels templers. Malgrat la pluja de fletxes i dels repetits assalts, la infanteria va establir un mur defensiu columna va resistir però els templers, desobeint les ordres, van carregar iniciant el contraatac al so del seu crit de guerra: Sant Jordi !. Els cavallers abatuts continuaven la lluita a peu llança en mà, i atacats a cops de simitarres i maces, es trobaven en una situació precària.
Tots esperaven el senyal de Ricard, per contraatacar, i quan l'avantguarda va arribar als murs d'Arsuf, Ricard va donar el senyal per fer sonar els sis tocs de trompa, ordenant una segona càrrega. Els croats van passar de formació defensiva a ofensiva, i quan els cavallers van perdre el contacte amb l'enemic, es van aturar per reagrupar-se, i Ricard va ordenar una nova càrrega. Al nord, els Hospitalers i els francs causaven milers de baixes a les files enemigues. Al centre i el sud, l'enemic va emprendre la fugida als boscos. Va ser una victòria absoluta.

## Conseqüències
Els croats van perdre uns 1.000 homes, entre ells el senyor Jaume d'Avesnes, sent l'únic croat de rang que morí en la batalla. i els Ayubi, set mil, incloent trenta-dos emirs. Al vespre del 7 de setembre, els homes a peu recorrien el camp de batalla per despullar els morts de qualsevol cosa de valor.
Poc després de la batalla, Ricard Cor de Lleó ocupà el port de Jaffa, i finalment, Ascaló el 23 de setembre de 1191. Tot i la derrota i les baixes patides, Saladí va poder reorganitzar el seu exèrcit, impossibilitant la conquesta cristiana de Jerusalem, que ja havia estat difícil durant la Primera Croada sense cap enemic que s'hi enfrontés, però també va convèncer Saladí que no podia vèncer l'exèrcit croat a camp obert.